# 广州医科大学附属第三医院
广州医科大学附属第三医院（广州柔济医院、广州医科大学附属第三医院互联网医院、广州医科大学附属妇女儿童医院），简称“广医三院”，位于中国广东省广州市，是一間三级甲等医院。

## 历史
广州医科大学附属第三医院的前身，为1899年12月12日由美國基督教長老會創辦的廣東女醫學堂及所屬贈醫所（道济医院），后更名为“夏葛医学院附属柔济医院”（英語：Hackett Medical Center）。中华人民共和国成立初期，夏葛医学院附属柔济医院更名为“私立柔济医院”。1953年，私立柔济医院被廣州市人民政府接管，并更名为“广州市第二人民医院”。1994年，广州市第二人民医院被评为“三级甲等医院”（并于2015年、2024年两度通过三甲复审），并于2006年1月20日整建制移交广州医学院，2006年7月14日更名为“广州医学院第三附属医院”，2013年随广州医学院更名为“广州医科大学”而改为现名。

## 直属院区

### 荔湾院区
广州医科大学附属第三医院荔湾院区位于广州市荔湾区昌华街道多宝路63号。位于荔湾院区的林護堂（英語：American Presbyterian Mission），是柔濟醫院的僅存建築，建於民國廿六年（1937年），1990年重修。2005年12月12日，荔湾院区第二住院大楼正式开业。

#### 医技综合大楼
- 2021年3月15日，广州医科大学附属第三医院荔湾院区医技综合大楼正式开工[11]。
- 2023年11月10日，广州医科大学附属第三医院荔湾院区医技综合大楼实现主体结构封顶[12][13]。

### 黄埔院区
广州医科大学附属第三医院黄埔院区（广州医科大学附属妇女儿童医院）位于广州市黄埔区长岭街道长贤路55号。黄埔院区总用地面积为6.9万平方米，一期面积约5.7万平方米，设置床位500张，总建筑面积约7.6万平方米，于2022年9月28日正式开业。

## 代管的医院
- 白云分院（广州市白云区妇幼保健院、广州市白云区妇女儿童医院、广州市白云区第一人民医院）：2024年12月12日签协议[16]，2025年3月11日正式挂牌[17][18]。
- 粤西医院（茂名市电白区妇幼保健院）：2025年3月21日正式挂牌[19][20]。

## 公共交通

### 荔湾院区
- 地铁：6号线、11号线如意坊站

### 黄埔院区
- 地铁：21号线长平站